# 미시간 마비 재향군인 대 미국 미시간 대학교 소송
2007년에 시작된, ‘미국 참전 미시간 마비 장애인 대 미시간 대학’은 미국 미시간 동구 연방 지구 법원 남부 지원에 배당된 사건이었는데 미시간 대학-미시간 운동장을 상대로 미국 참전 미시간 마비 장애인을 대신하여 그랬고 미시간 운동장이 그것의 2억2천6백만 달러 개축 공사에서 미국 장애인법을 위반했다고 주장하면서 그랬고 장애인 애호가를 위한 충분한 좌석을 추가하는데 또는 장애인 화장실, 전용 공간 그리고 주차장에 대한 욕구를 충족시키는데 실패함으로써 말이다.
게다가, 접근 가능한 좌석의 분배가 쟁점이었는데, 거의 모든 좌석이 끝 자리 공간에 마련되었기 때문이다.
2008년 3월에 소송이 합의되었다.
합의는 체육관이 다음을 추가하도록 강제했는데 그것은 2010년까지의 체육관 전체에 329개의 휠체어 좌석, 기존의 88개의 휠체어 좌석에 추가로 물품보관 건물의 추가적인 135개의 접근 가능한 좌석이다.
이 사건은 중요했는데 왜냐하면 그것이 접근 가능한 좌석의 동등한 분배에 대한 선례를 남겼고 이전에 불분명했던 규칙을 명확하게 하는 기회를 법무부에 주었기 때문이다.
이제 그 합의는 접근이용에 관련해서 모든 체육관과 다른 공공시설을 위한 청사진이다.